# Sesamothamnus benguellensis
Sesamothamnus benguellensis är en sesamväxtart som beskrevs av Friedrich Welwitsch. Sesamothamnus benguellensis ingår i släktet Sesamothamnus och familjen sesamväxter. Inga underarter finns listade i Catalogue of Life.

## Bildgalleri

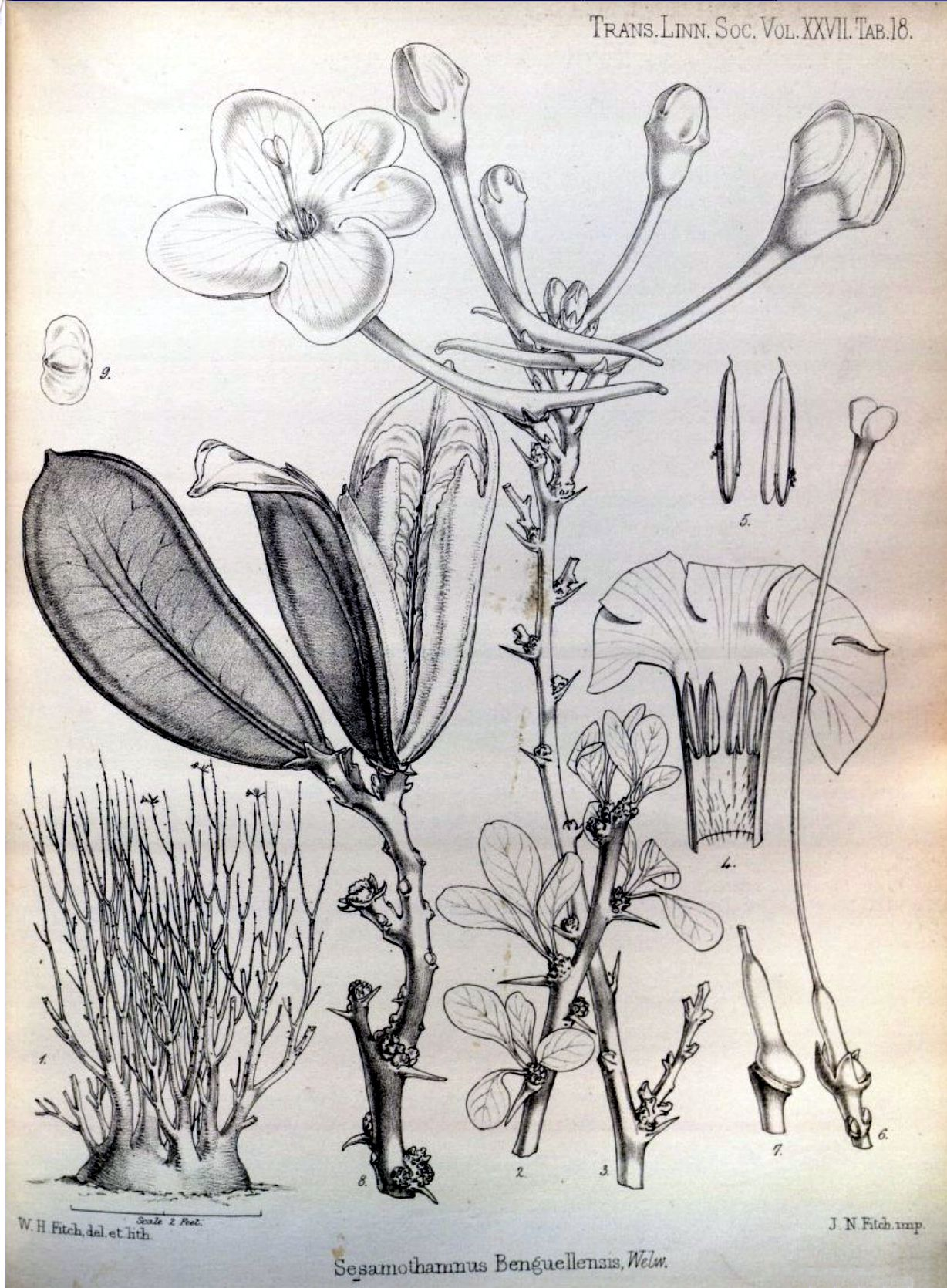